# فردریک گالاگر گالگان
فردریک گالاگر گالگان (انگلیسی: Frederick Galleghan; ۱۱ ژانویهٔ ۱۸۹۷ – ۲۰ آوریل ۱۹۷۱) فرد نظامی اهل استرالیا بود. وی همچنین برندهٔ جوایزی همچون شوالیه (عنوان) شده‌است.